# Нордеа банк
«Нордеа Банк» (ранее АБ «Оргрэсбанк») был основан в 1994 году и входил в ТОП-50 банков России. Нордеа Банк занимался обслуживанием корпоративных клиентов. Центральный офис кредитной организации находился в Москве.
По собственным данным кредитной организации, на 31 марта 2018 года капитал Банка составлял 334,4 млн евро, активы — 2308,1 млн евро (в соответствии с МСФО).
Нордеа Банк входил в ТОП10 самых надежных банков России по версии Forbes. Имел максимальный на российском банковском рынке рейтинг международного агентства Fitch Ratings и национального рейтингового агентства АКРА. Банк входил в систему страхования вкладов.
Закрылся в 2021 году в связи с переориентацией головной структуры на работу в Скандинавии.

## Собственники и руководство
В начале ноября 2006 года было объявлено, что скандинавская банковская группа Nordea покупает контрольный пакет акций (75,01 %) Оргрэсбанка за 313,7 млн долл.
19 декабря 2008 года Банк Nordea подписал соглашение о приобретении оставшихся 17,7 % акций Оргрэсбанка у двух управляющих акционеров и Европейского банка реконструкции и развития. Nordea согласовала с миноритарными акционерами использование своего существующего права на приобретение остающихся акций. Покупка пакета акций у Европейского банка реконструкции и развития была одобрена соответствующими регулирующими органами и совершилась в мае 2009 года. Банковская группа Nordea в процессе консолидации 100 % акций Оргрэсбанка увеличила капитал российской кредитной организации на 3,8 млрд рублей. В настоящий момент ведущая банковская группа Скандинавии Nordea контролирует 100 % акций Нордеа банка.
Решение о переименовании АБ «Оргрэсбанк» в ОАО «Нордеа Банк» акционеры Оргрэсбанка приняли на общем годовом собрании в июне 2009 года. Соответствующие изменения были внесены в устав банка. В сентябре 2009 года был переименован, заключительным этапом перехода на новое наименование стало внесение в справочник идентификационных кодов участников расчетов на территории РФ Банка России (справочник БИК ЦБ РФ) соответствующих изменений — наименование АБ «Оргрэсбанк» утром 17 сентября 2009 года заменено на ОАО «Нордеа Банк».
Председатель правления банка — Михаил Поляков, первый заместитель председателя правления Нордеа Банка — Ирина Мамхегова.
Группа Nordea 17 декабря 2020 года объявила о закрытии своего бизнеса на территории России. Банк «Нордеа Банка», по оценке председателя правления банка Михаила Полякова, будет ликвидирован в течение года. 16 апреля 2021 года ЦБ отозвал лицензию у «Нордеа Банка» по его собственной просьбе. Неделю спустя Агентство по страхованию вкладов объявило о начале выплат кредиторам банка. Всего предполагается удовлетворить около 50 бывших клиентов на общую сумму в 11 миллионов рублей.